# Neckera urnigera
Neckera urnigera är en bladmossart som beskrevs av C. Müller 1850. Neckera urnigera ingår i släktet fjädermossor, och familjen Neckeraceae. Inga underarter finns listade i Catalogue of Life.